# Ana Beatriz
Ana Beatriz Caselato Gomes de Figueiredo (São Paulo; 18 de marzo de 1985), también conocida como Bia Figueiredo, es una piloto de automovilismo brasileña. 
Nació en São Paulo, y empezó a competir en karts cuando tenía ocho años. Participó en los campeonatos de la IndyCar Series e Indy Lights.
Figueiredo se destacó en categorías promocionales y en 2008 salió tercera en la Indy Lights. Su número de coche fue el 25. 
En es una de las nueve mujeres que han conseguido clasificar a las 500 Millas de Indianápolis en Estados Unidos.
Ganadora de las distinciones Fórmula Renault 2.0 Brasil Novato del Año en 2003 y Firestone Indy Lights Novato del Año en 2008.

## Galería

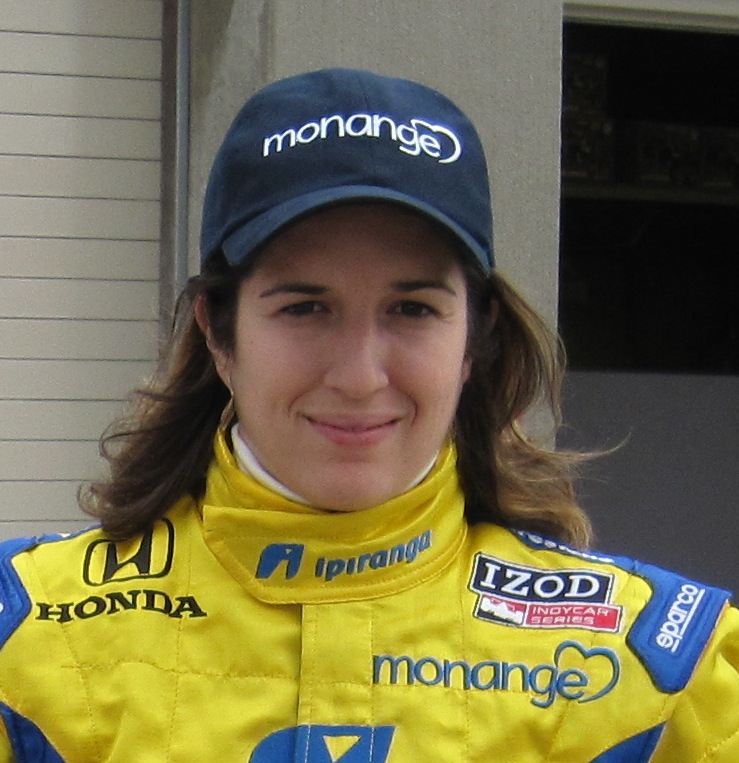
Ana Beatriz Figueiredo en 2010.
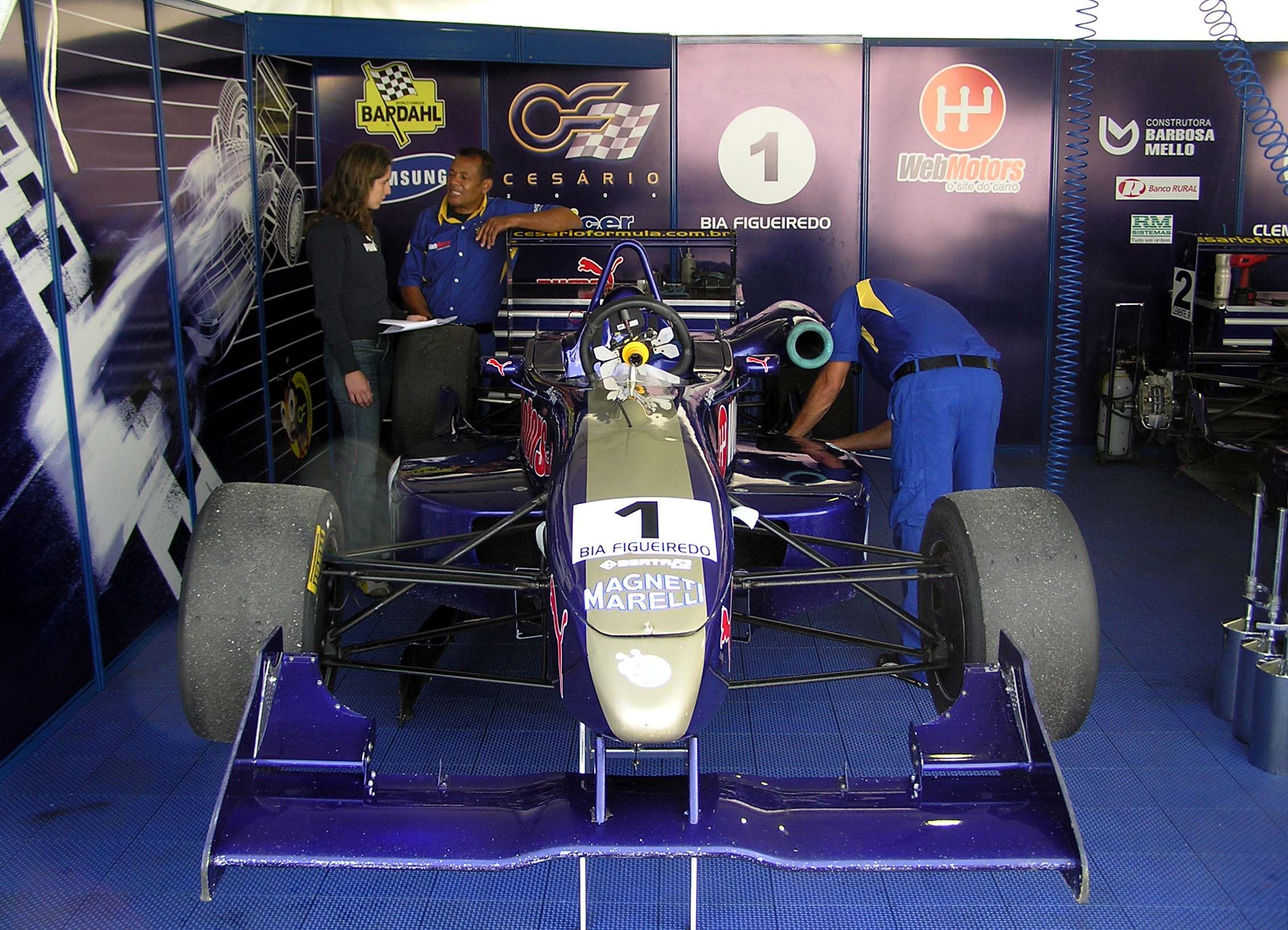
Ana Beatriz Figueiredo y su auto en 2006.
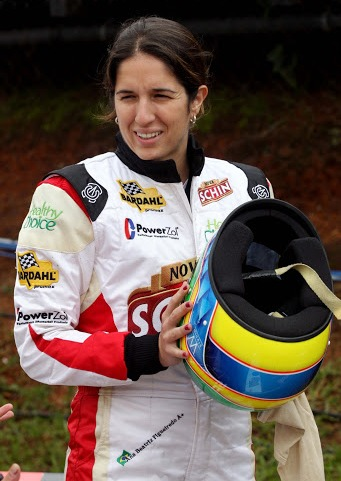
Ana Beatriz Figueiredo en 2013.

## Resultados

### TCR South America
| Año  | Equipo            | Auto                         | 1   | 2   | 3   | 4   | 5   | 6   | 7   | 8   | 9   | 10  | 11 | 12 | 13  | 14  | Pos. | Pts. |
| ---- | ----------------- | ---------------------------- | --- | --- | --- | --- | --- | --- | --- | --- | --- | --- | -- | -- | --- | --- | ---- | ---- |
| 2022 |                   |                              | VEL | VEL | INT | GOI | GOI | RIV | RIV | EPI | EPI | TRH | BA | BA | VIL | VIL | 17.º | 79   |
| 2022 | Cobra Racing Team | Audi RS3 LMS TCR (2017)      | 9   | 12  | 14  | 8   | 7   | 8   | 8   |     |     |     |    |    |     |     | 17.º | 79   |
| 2022 | Crown Racing      | Honda Civic Type-R TCR (FK7) |     |     |     |     |     |     |     |     |     | Ret |    |    |     |     | 17.º | 79   |